# Synopeas fungorum
Synopeas fungorum är en stekelart som beskrevs av Peter Neerup Buhl 2000. Synopeas fungorum ingår i släktet Synopeas och familjen gallmyggesteklar. Inga underarter finns listade i Catalogue of Life.